# Aorcho delgadus
Aorcho delgadus är en kräftdjursart som beskrevs av Barnard 1961. Aorcho delgadus ingår i släktet Aorcho och familjen Kamakidae. Inga underarter finns listade i Catalogue of Life.